# Daniel Geiger (Eishockeyspieler)
Daniel Geiger (* 13. September 2006 in Steinfurt) ist ein deutscher Eishockeyspieler, der beim Iserlohner EC unter Vertrag steht. Der Stürmer absolvierte in der Saison 2024/25 fünf Spiele für das Profiteam der Roosters in der Deutschen Eishockey Liga (DEL).

## Karriere
Daniel Geiger begann mit dem Eishockeyspielen bei den Eisadlern Dortmund, bevor er im Jahr 2017 zum Iserlohner EC (IEC) kam. Dort durchlief er alle Nachwuchsmannschaften von der U13 bis zur U20, mit der er im Jahr 2024 in die Deutsche Nachwuchsliga (DNL) aufstieg. Im Sommer 2024 nahm er beim Profiteam des IEC, den Iserlohn Roosters, an der Saisonvorbereitung und während der Spielzeit auch am regulären Trainingsbetrieb teil. Nachdem er in der Saison 2024/25 zunächst per Förderlizenz beim Herner EV in der Oberliga zu seinem Debüt im Herrenbereich gekommen war, wurde er am 17. Januar 2025 gegen die Adler Mannheim erstmals auch für die Roosters in der Deutschen Eishockey Liga (DEL) eingesetzt. Insgesamt kam er in der Saison 2024/25 auf fünf Partien in der höchsten deutschen Spielklasse.

## Erfolge und Auszeichnungen
- 2023 Aufstieg in die Deutsche Nachwuchsliga (DNL) mit dem Iserlohner EC

## Karrierestatistik
Stand: Ende der Saison 2024/25
(Legende zur Spielerstatistik: Sp oder GP = absolvierte Spiele; T oder G = erzielte Tore; V oder A = erzielte Assists; Pkt oder Pts = erzielte Scorerpunkte; SM oder PIM = erhaltene Strafminuten; +/− = Plus/Minus-Bilanz; PP = erzielte Überzahltore; SH = erzielte Unterzahltore; GW = erzielte Siegtore; 1 Play-downs/Relegation; Kursiv: Statistik nicht vollständig)